# Duff McKagan
Duff McKagan, właściwie Michael Andrew McKagan (ur. 5 lutego 1964 w Seattle) – amerykański multiinstrumentalista rockowy, głównie basista.
Znany z gry w zespole Guns N’ Roses. Był ponadto członkiem zespołów: The Fartz, 10 Minute Warning, Neurotic Outsiders, Velvet Revolver, The Gentlemen i Jane’s Addiction. Jako muzyk koncertowy współpracował z grupą Alice in Chains

## Kariera
Urodził się 5 lutego 1964 w Seattle jako najmłodszy z ósemki dzieci. Dorastał w rodzinie o muzycznych tradycjach – ojciec śpiewał w męskim kwartecie wokalnym, a większość rodzeństwa grała na instrumentach. Jako młody chłopak związany był ze sceną punkową. Grał na gitarze (na której gry nauczył go jeden z braci, Bruce) i perkusji w kilkudziesięciu zespołach, m.in. Fastbacks, Fartz, Silly Killers, The Veins i Ten Minute Warning.
Ponieważ chciał rozwijać swoją karierę muzyczną, zaczął grać na gitarze basowej i w styczniu 1985 wyjechał wraz z kolegą, perkusistą Gregiem Gilmore’em, do Los Angeles, gdzie poznał Slasha i Stevena Adlera z zespołu Road Crew, do którego dołączył wiosną 1985. Szukając innych ścieżek rozwoju, odpowiedział na ogłoszenie umieszczone w lokalnej gazecie „Music Connection” przez Axla Rose’a i Izzy’ego Stradlina, którzy szukali basisty do swojego zespołu Guns N’ Roses. Dołączywszy do grupy, po niedługim czasie zaprosił do niej Slasha i Stevena Adlera.
W trakcie grania w zespole, a także później zajmował się karierą solową. Grał również w zespole Loaded, którego był twórcą, i Neurotic Outsiders oraz występował w Velvet Revolver. W 2010 po odejściu basisty Erica Avery’ego wstąpił do Jane’s Addiction. W 2016 wraz ze Slashem powrócił do Guns N' Roses.

## Życie prywatne
Duff McKagan był trzykrotnie żonaty – pierwsza żona to Mandy Brix, druga Linda Johnson, a obecnie Susan Holmes, z którą ma dwie córki- Grace (urodzona 27 sierpnia 1997) oraz Mae Marie (urodzona 16 lipca 2000). Ze swoją rodziną mieszka w Seattle w stanie Waszyngton. Za najlepszego basistę uważa Sida Viciousa.
W 2011 roku wydał autobiografię It's So Easy (And Other Lies), w której napisał między innymi, że fikcyjne piwo o nazwie Duff Beer z animowanego serialu Simpsonowie zostało nazwane na jego cześć. Autor serialu, Matt Groening, nie potwierdza tej informacji i nazywa ją „absurdem”. Książka w roku 2015 została wydana w języku polskim pod tytułem Sex, drugs & rock n' roll... i inne kłamstwa.
McKagan jest jedną z ostatnich osób, którzy widzieli i rozmawiali z frontmanem zespołu Nirvana, Kurtem Cobainem, przed jego samobójczą śmiercią 5 kwietnia 1994 roku. 1 kwietnia Cobain usiadł koło McKagana w samolocie lecącym z Los Angeles do Seattle. W jednym z wywiadów powiedział: „Nie widać było po nim, że zamierza zrobić to, co zrobił. Na pewno był zdołowany, bo sam bywałem w takim stanie... Przy odbieraniu bagaży pomyślałem, że zabiorę go do siebie do domu. Odwróciłem się, a jego już nie było".
Razem z żoną prowadzi własną audycję radiową Three Chords & the Truth retransmitowaną od 2023 w Antyradiu.

## Instrumentarium
- Fender Duff McKagan Signature Precision Bass[10]

## Publikacje
- It's So Easy: and other lies, 2012, Touchstone, ISBN 978-1451606645
- How to Be a Man: (and other illusions), 2015, Da Capo Press, ISBN 978-0-306-82387-9

## Dyskografia
| Burden Brothers - Queen O' Spades (2002) Fastbacks - It's Your Birthday (1981) The Fartz - You We See Crawling (1982) - Because This Fuckin' World Still Stinks (1998) Iggy Pop - Brick by Brick (1990) Guns N’ Roses - Live ?!*@ Like a Suicide (1986) - Appetite for Destruction (1987) - Guns N’ Roses (EP) (1987) - G N’ R Lies (1988) - Use Your Illusion I (1991) - Use Your Illusion II (1991) - The Spaghetti Incident? (1993) - Live Era ’87–’93 (Live) (1999) - Greatest Hits (2004) Solo - Believe in Me (1993) - Beautiful Disease (1999) - Tenderness (2019) - Lighthouse (2023) Teddy Andreadis - Innocent loser (1996) Neurotic Outsiders - Neurotic Outsiders (1996) | The Outpatience - Anxious Disease (1996) Izzy Stradlin - 117° (1998) - Ride On (1999) - River (2001) - On Down the Road (2002) - Concrete (2008) 10 Minute Warning - 10 Minute Warning (1998) Loaded - Episode 1999: Live (1999) - Dark Days (2001) - Wasted Heart EP (2008) - Sick (2009) - The Taking (2011) The Racketeers - Mad For The Racket (2000) Zilch - Sky Jin (2001) Mark Lanegan - Field Songs (Track 12) (2001) - Bubblegum (Track 7) (2004) Velvet Revolver - Contraband (2004) - Libertad (2007) |

## Filmografia
- The Dead Pool (1988, film fabularny, reżyseria: Buddy Van Horn; rola epizodyczna)[11]
- Rock Prophecies (2009, film dokumentalny, reżyseria: John Chester)[12]
- Lemmy (2010, film dokumentalny, reżyseria: Greg Olliver, Wes Orshoski)[13]
- The Life, Blood and Rhythm of Randy Castillo (2014, film dokumentalny, reżyseria: Wynn Ponder)[14]